# Eduard Sperzjan
Eduard Mkrtytschewitsch Sperzjan (armenisch Էդուարդ Սպերցյան, russisch Эдуард Мкртычевич Сперцян; * 7. Juni 2000 in Stawropol) ist ein armenisch-russischer Fußballspieler.

## Karriere

### Verein
Sperzjan begann seine Karriere beim FK Krasnodar. Im März 2018 spielte er erstmals für die zweite Mannschaft Krasnodars in der drittklassigen Perwenstwo PFL. Bis zum Ende der Saison 2017/18 kam er zu elf Drittligaeinsätzen, in denen er ein Tor erzielte. Mit Krasnodar-2 stieg er zu Saisonende in die Perwenstwo FNL auf. Sein Debüt in der zweiten Liga gab er im Oktober 2018 gegen den FK Chimki. In der Saison 2018/19 absolvierte er elf Zweitligapartien, zudem kam er zu zwölf Einsätzen für die nun drittklassige Drittmannschaft Krasnodars.
In der Spielzeit 2019/20 kam Sperzjan zu 20 Einsätzen für Krasnodar-2 und einem für Krasnodar-3. Im September 2020 debütierte er für die erste Mannschaft des Vereins in der Premjer-Liga, als er am achten Spieltag der Saison 2020/21 gegen den FK Chimki in der 76. Minute für Tonny Vilhena eingewechselt wurde.

### Nationalmannschaft
Sperzjan debütierte am 31. März 2021 für die armenische Nationalmannschaft, als er in der WM-Qualifikation gegen Rumänien in der Halbzeitpause für Karen Muradjan eingewechselt wurde. In jenem Spiel, das die Armenier mit 3:2 gewannen, erzielte er auch prompt sein erstes Länderspieltor.

## Persönliches
Sein Bruder Samwel (* 1998) ist ebenfalls Fußballprofi. Zuletzt war er in der Saison 2018 für den FC Ararat-Armenia aktiv, seitdem pausiert der Mittelfeldspieler.